# Christophe Neff
Christophe Neff (Tubinga, 10 giugno 1964) è un geografo francese e tedesco, specializzato nell'ecologia legata all'incendio. È considerato uno specialista degli ecosistemi mediterranei e della foresta mediterranea sempreverde, oltre che uno specialista dell'Africa francofona. Sul web è attivo con un blog personale,  denominato paysages (Paesaggio /Paese in italiano) a Le Monde.fr 

## Biografia
Gran parte della sua vita si svolge a Schramberg, città della Foresta Nera, in Germania. È uno dei figli di Evelyne Marie France Neff, politica franco-tedesca.